# Крбашян, Ерванд Месропович
Ерва́нд Месро́пович Крбашя́н (арм. Երվանդ Մեսրոպի Կռբաշյան; род. 1 октября 1971, Ереван, Армянская ССР, СССР) — советский и армянский футболист, защитник. Мастер спорта (1989). Тренер.

## Биография

### Клубная карьера
Начинал играть в ереванском «Арарате», дебютировал 16 июня 1988 года в гостевом матче Кубка Федерации против «Металлиста» (1:4). 10 июня 1989 года дебютировал в чемпионате СССР — в гостевой игре против «Черноморца» был заменён на 67-й минуте; провёл в том сезоне ещё три матча в Кубке СССР. В 1990 году играл только за дубль — 6 матчей и «Арарат-2» во второй низшей лиге — 10 матчей, 2 гола. В 1991 году провёл в чемпионате 11 игр. В 1992 году играл за клуб в чемпионате Армении. В 1993 году перешёл в российский ЦСКА. Сыграл до августа 11 матчей, затем потерял место в составе в перед вторым кругом сезона-1995 перешёл в клуб первой лиги «Зенит» СПб, за который провёл 12 матчей. Вернувшись в чемпионат Армении, выступал за клубы «Ереван» (1995/96 — 1997) и «Пюник» Ереван (1998). В первом дивизионе России играл за «Иртыш» Омск (1998) и «Торпедо-ЗИЛ» Москва (1999). Завершил карьеру в армянской «Мике» в 2002 году.

### Карьера в сборных
Чемпион Европы 1990 в составе сборной СССР (U-18). Бронзовый призёр чемпионата мира среди молодёжи 1991.
В 1992—1999 годах провёл 16 матчей за сборную Армении.

### Тренер
Работал главным тренером в «Киликии» (2007—2008), тренером (2009—2012) и главным тренером (2012—2016) в «Мике-2».

## Достижения
Игрока
- «Ереван»
  - Чемпион Армении: 1997
  - Бронзовый призёр чемпионата Армении: 1995/96, 1996/97

Тренера
- «Мика-2»
  - Серебряный призёр Первой лиги: 2011